# テネシー州知事邸

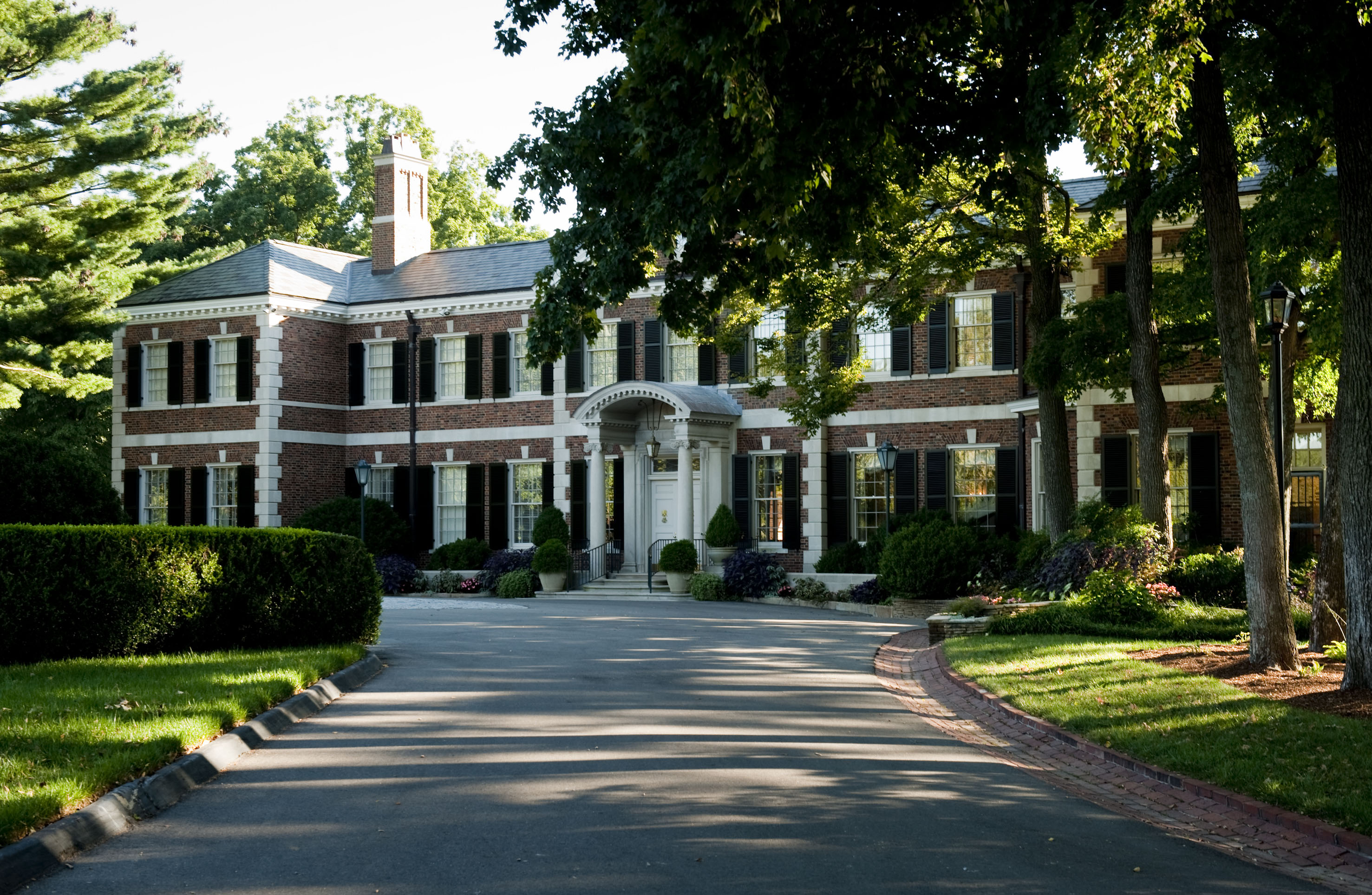

テネシー州知事邸 (Tennessee Governor's Mansion ) は、アメリカ合衆国テネシー州ナッシュビルにあるテネシー州知事の公邸。1929年、ウィリアム・リドリー・ウィルスとその家族のために建てられたジョージア王朝風建造物で、1949年、州により買い取られそれ以降州知事邸となった。
州によって買い取られてから、2010年春に初めての修復が終了した。この修復計画は2005年、当時の州知事フィル・ブリードセンの妻アンドレア・コンテにより始められた。しかし2006年の再選の得票を危惧し、数年延期された。修復前はスレート屋根は水漏れし、天井や壁の漆喰には多くの亀裂が入り、鉛による塗料は剥げ、冷暖房も冷水や温水を利用した旧式の物であった。その他の2つの大きな問題のうち1つは身体障害者が利用しづらかったこと、もう1つはフォーマルな会食や集会に不適当であったことである。州の会食は50名以上が集まるにもかかわらず、フォーマル・ダイニング・ルームは22人しか座ることができなかった。このため会食の際には前庭にポータブルトイレと共にテントを設置しなくてはならなかった。
これらの問題を解消するため、地下のコンサベイション・ホールの設計のためにメンフィス基盤の建設会社アーキマニアが選出され、2010年春に完成した。14,000-平方フート (1,300 m2)の広さがあり160人を収容できる。コンサベイション・ホールの中央には空が臨める楕円形の吹き抜けがある。州知事邸として全米で初めて環境配慮基準(LEED)の承認を得た。また州知事邸として全米で初めて地下に集会所が設置された。
『テネシー・レジデンス』という呼ばれ方もあり、予約制で館内ツアーもできる。

## コンサベイション・ホール
修復の際賛否両論が上がっていた。地下にある会合および宴会のための14,000-平方フート (1,300 m2)の施設で、州知事邸の前庭の地価に設置された。レセプションや会食の際に約160名が席に着くことができ、修復以前より現代標準に沿った物となった。中央には楕円形のガラスの吹き抜けがあり、中庭が空にひらけている。
修復計画は当時のテネシー州知事夫人アンドレア・コンテが指揮を執った。彼女の計画の目標は3つあった。公的行事がより円滑に行なわれること、地所や景観の歴史的価値を損なわないこと、環境に配慮した燃料の効率化である。
環境に配慮した設計の経歴と新しい施設を前庭の地下に隠すユニークなアイデアによりメンフィスの建設会社アーキマニアが設計コンペで選出された。グリーン・ビルディング認証協会と全米グリーン・ビルディング協議会により環境配慮基準(LEED)に認定された。テネシー州は邸宅とは別に個別でコンサベイション・ルームのLEED認定の道を模索している。